# Renzo Nostini
Renzo Nostini (Róma, 1914. május 27. – Róma, 2005. szeptember 30.) világbajnok, olimpiai ezüstérmes olasz tőr- és kardvívó, sportvezető, vállalkozó, Giuliano Nostini világbajnok, olimpiai ezüstérmes tőrvívó öccse.